# Breezy Point (Queens)

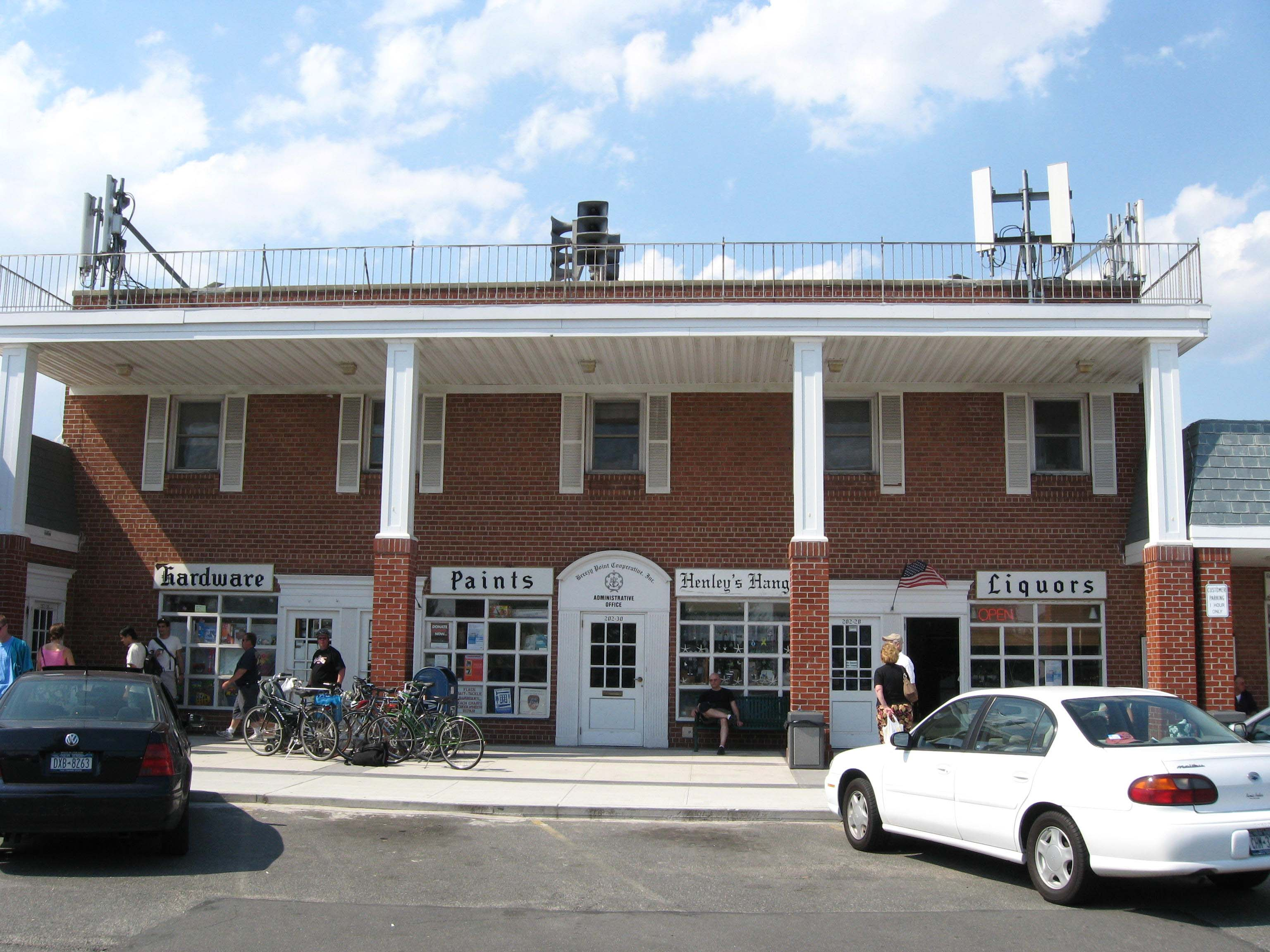
Shopping Center in Breezy Point

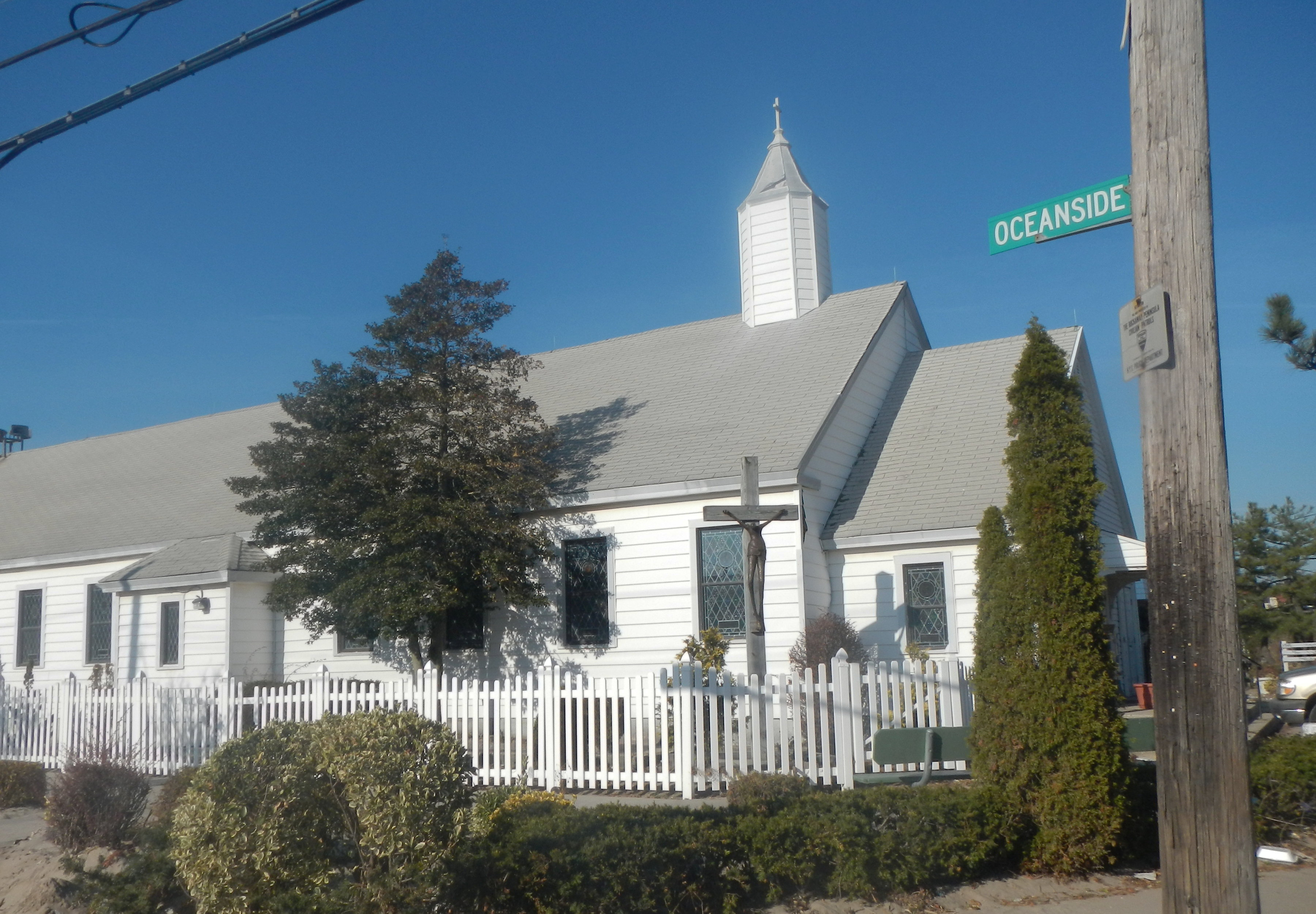
Christ Community Church

Breezy Point ist ein auf der Halbinsel Rockaway Peninsula liegendes Stadtviertel im Stadtbezirk (Borough) Queens in New York City, USA. Das Viertel ist eine überwiegend von Weißen bewohnte Kooperative. Es wird von einer eigenen privaten Sicherheitseinheit überwacht, die den Zugang für Eigentümer, Mieter und deren Gäste einschränkt.
Breezy Point hatte laut US Census von 2020 eine Bevölkerungszahl von 4468. Es ist Teil des Queens Community District 14, hat die Postleitzahl 11697 und gehört zum 100. Bezirk des New Yorker Polizeidepartments. Kommunalpolitisch wird Breezy Point vom 32. Bezirk des New York City Council (Stadtrat) vertreten. Einheiten des 47. Batallions der städtischen Berufsfeuerwehr mit Rettungsdienst sind für das Stadtviertel zuständig. Als Besonderheit infolge der abgeschiedenen Lage gibt es in Breezy Point drei der acht Freiwilligen Feuerwehren auf New Yorker Stadtgebiet: Point Breeze, Rockaway Point und Roxbury.

## Lage
Breezy Point befindet sich im Süden von Queens am Eingang zur Jamaica Bay am Atlantischen Ozean und nimmt mit 3,17 Quadratkilometer exklusive dem Breezy Point Tip den Westen der Halbinsel Rockaway Peninsula ein. Der einzige benachbarte Stadtteil ist das östlich gelegene Neponsit. Der Stadtteil ist auf drei Seiten umgeben vom Atlantischen Ozean im Norden, Westen und Süden.

## Beschreibung

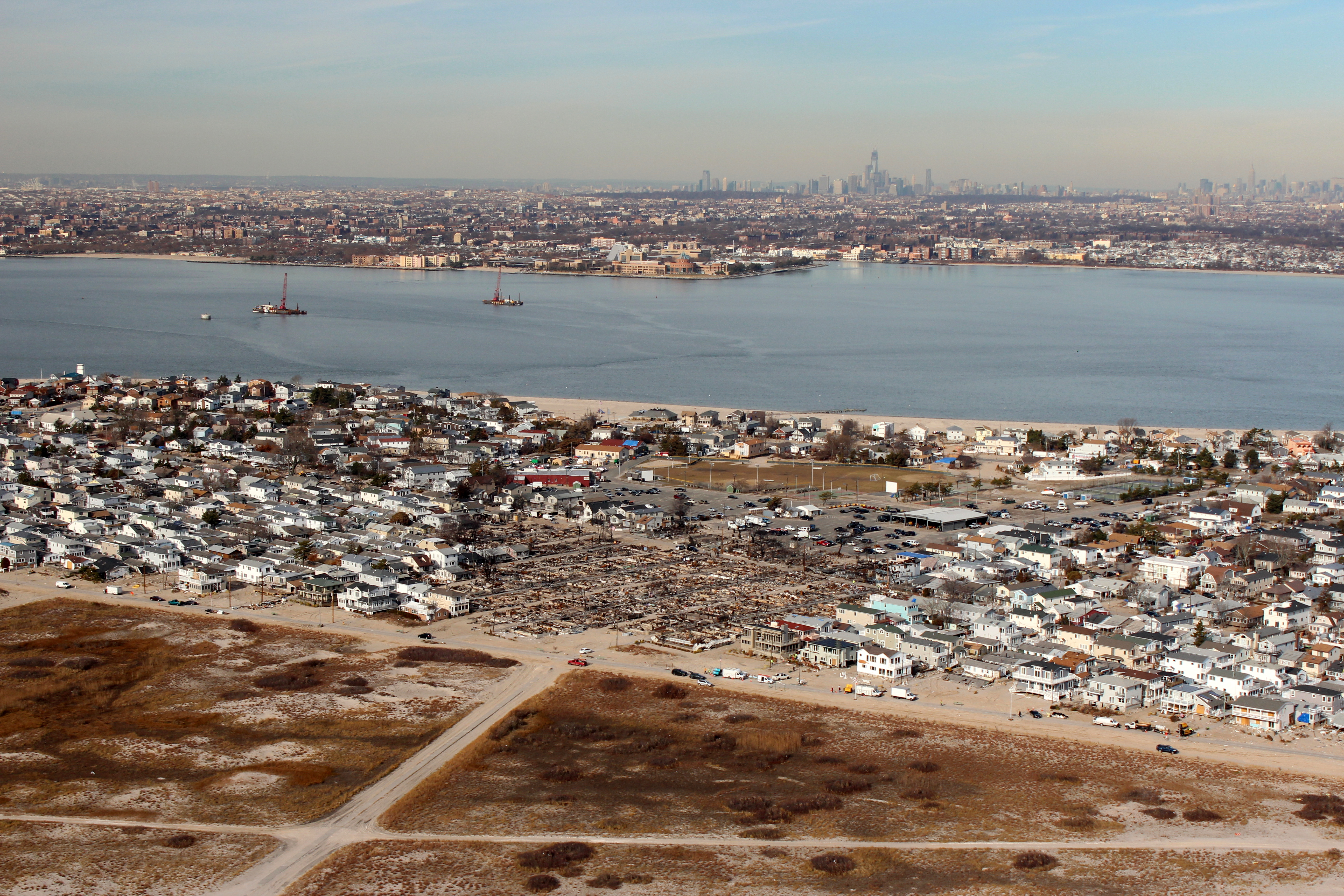
Breezy Point mit abgebranntem Viertel (2012)

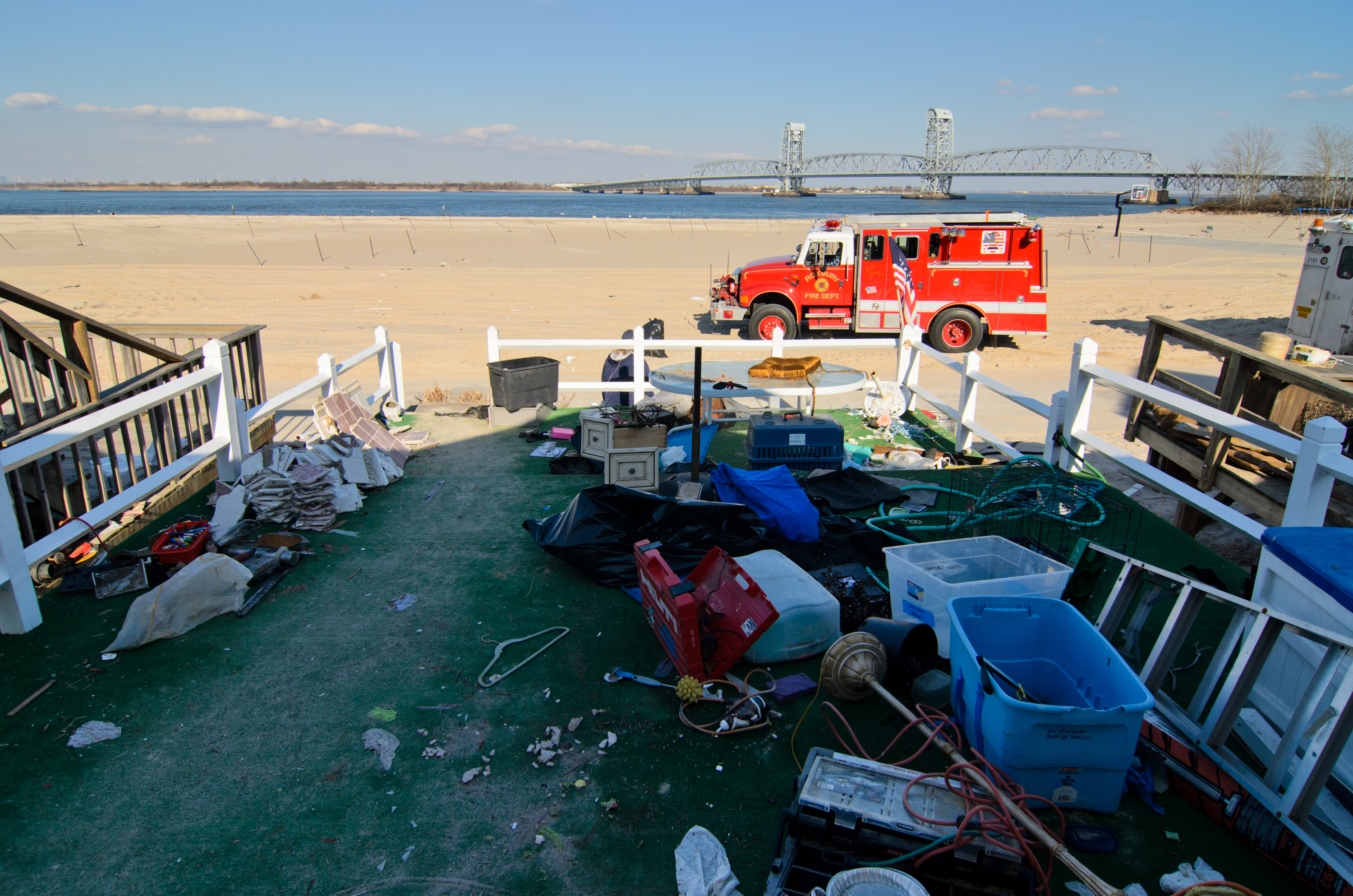
Freiwillige Feuerwehr Roxbury an einem bei Hurrikan Sandy beschädigten Strandhaus. Hinten die Marine Parkway–Gil Hodges Memorial Bridge.

Breezy Point wurde 1960 für 17 Millionen Dollar an die Atlantic Improvement State Corporation verkauft. Die Bewohner kauften die Hälfte des Landes für etwa 11 Millionen Dollar und gründeten die Breezy Point Cooperative, bei der alle Bewohner Anteile an der Genossenschaft besitzen und die Instandhaltungs-, Sicherheits- und gemeinschaftsbezogenen Kosten tragen, die mit der Wahrung der Privatsphäre der Gemeinschaft verbunden sind. 2020 bestand das Viertel aus etwa 3500 Häusern mit 4480 Haushalten.
Der Stadtteil besteht aus den drei Teilen:
- Breezy Point (Kooperative), zwischen Beach 201st Street und Ocean Avenue nahe der Spitze der Halbinsel, 3795 Einwohner.
- Rockaway Point zwischen Ocean Avenue und Westspitze der Halbinsel, keine Einwohner.
- Roxbury, örtlich getrenntes Viertel im Osten des Stadtteils an der Nordküste zwischen Beach 169th Street und Beach 193rd Street, 661 Einwohner.

Zum Breeze Point District zählt auch Fort Tilden, Teil der Gateway National Recreation Area zwischen Beach 169th Street und Beach 201st Street, 12 Einwohner.
Im Oktober 2012 verwüstete der Hurrikan Sandy das Viertel. Durch Überschwemmung und Sturm wurden zahlreiche Häuser zerstört oder stark beschädigt sowie die Strände schwer in Mitleidenschaft gezogen. Ein Großbrand zerstörte in Breezy Point 111 Häuser und beschädigte 20.

## Demografie

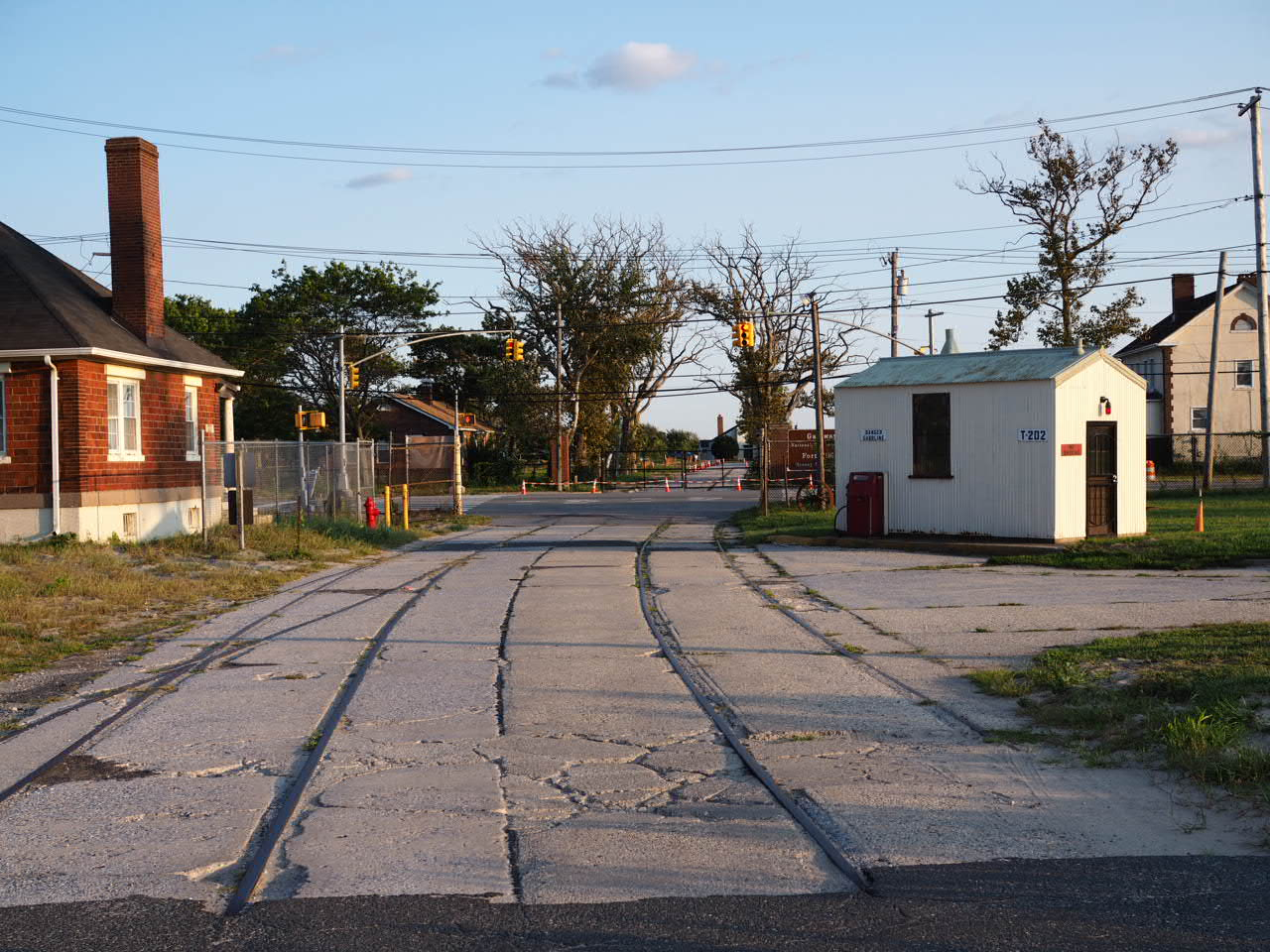
Fort Tilden, Zufahrt am Rockaway Point Boulevard/Heinzelman Road

Laut Volkszählung von 2020 hatte Breezy Point inklusive Fort Tilden 4468 Einwohner bei einer Bevölkerungsdichte von 1409 Einwohnern pro Quadratkilometer. Es wird überwiegend von Weißen bewohnt, die knapp 95 % der Bewohner stellen. Im Stadtteil lebten 4219 (94,4 %) Weiße, 149 (3,3 %) Hispanics, 13 (0,3 %) Asiaten, 6 (0,1 %) Afroamerikaner, 26 (0,6 %) aus anderen Ethnien und 55 (1,2 %) aus zwei oder mehr Ethnien.
Die größte Bevölkerungsgruppe stellen die 2791 Bewohner mit irischer Abstammung (62,9 %), gefolgt von 891 Italienern, 678 Deutschen, 220 Engländern, 126 Schotten und 120 Polen. Hinzu kommen 896 Weiße nichteuropäischer Herkunft (20 %).

## Verkehr
Von Breezy Point führt die Hubbrücke Marine Parkway–Gil Hodges Memorial Bridge nach Mill Basin und Marine Park im Stadtbezirk Brooklyn. Die MTA Bridges and Tunnels erhebt Brückenzoll für die Benutzung.
Breezy Point hat keinen Anschluss an die New York City Subway. Die nächstgelegene U-Bahn-Station befindet sich im östlich gelegenen Rockaway Park. An der dortigen Endstation Rockaway Park-Beach 116 Street verkehren der Rockaway-Park-Shuttle  und im Berufsverkehr einzelne Fahrten der Linie . Die Abteilung MTA Regional Bus Operations der Metropolitan Transportation Authority (MTA) bedient vor den Toren von Breezy Point entlang des Rockaway Beach Boulevard bis zum Bathhouse einige Bushaltestellen mit den Linien QM16, Q22 und Q35. Die NYC Ferry bietet an der Haltestelle „Bathhouse“ den Shuttleservice RWS zum Fährterminal „Rockaway“ in Rockaway Park an.